# Vapensäkerhet
Vapensäkerhet avser säkerhetsregler och säkerhetsnormer för att hantera risker vid hantering och bruk av vapen i syfte att förhindra och undvika våda som kan resultera i oönskad skada eller död etc. Dito säkerhetsregler inkluderar vapenutbildning och vapenträning av vapenanvändare, åskådare eller andra tillhöriga, vapenkonstruktion, samt reglering av vapenproduktion, vapenfördelning, vapenbruk och vapenförvaring.

## Skjutvapen
I modern tid avser vapensäkerhet främst dito kring skjutvapen och dess ammunition, särskilt eldvapen, vilka kan leda till vådaskott eller katastrofalt haveri av konstruktionen med mera vid felhantering. Detta inkluderar missöden som oaktsam avskjutning, oavsiktlig avskjutning och funktionsfel, såväl som sekundära risker som hörselnedsättning, förgiftning eller föroreningar från farliga material i förbrukad ammunition etc.

### De fyra grundreglerna vid eldvapenhantering

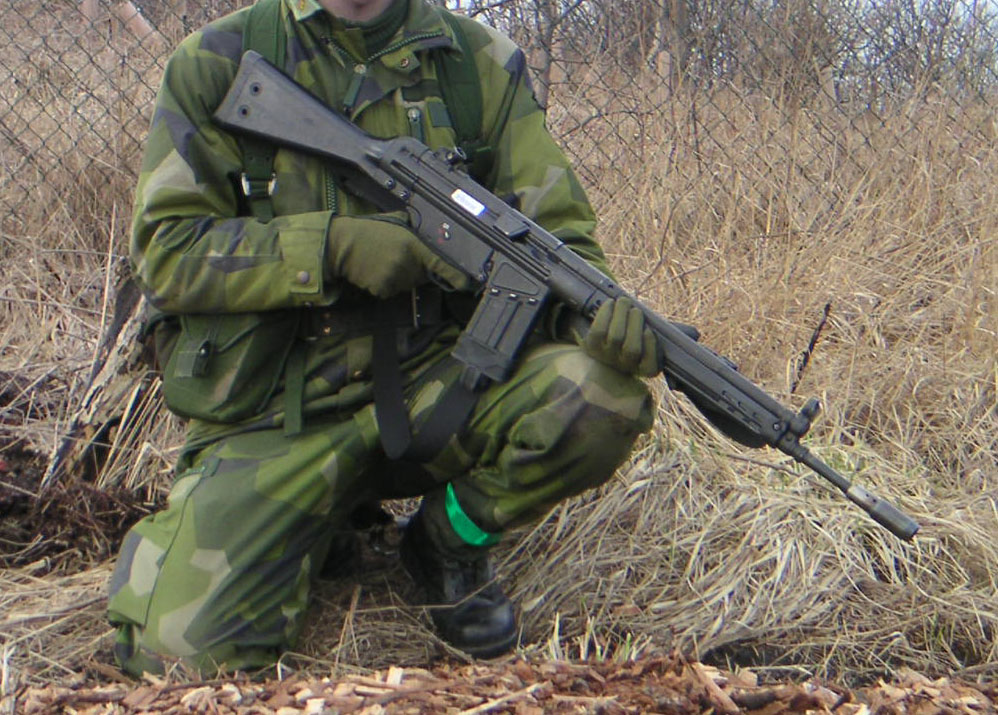
Svensk soldat som uppvisar vapensäkerhet med sitt handeldvapen; vapnet pekar i en trygg riktning och skjutfingret hålls tydligt av avtryckaren.

Eldvapen har brukats i dryga 1000 år och utifrån dessa har fyra fundamentala grundregler fogats för eldvapenhantering vilka alltid ska följas. Dessa gäller även andra skjutvapen som kan lagra energi, såsom armborst och harpungevär etc. Grundreglerna lyder:
1. Hantera alltid skjutvapen som om de är laddade
2. Rikta aldrig ett skjutvapen mot någon eller något som du inte har för avsikt att skjuta (håll alltid vapnet riktat i en säker riktning)
3. Håll skjutfingret borta från avtryckaren till dess du är redo att skjuta
4. Var alltid säker på målet, omgivningen och vad som finns bortom det